# Harriet Bruce-Annan
Pour les articles homonymes, voir Bruce et Annan.
Harriet Dansowaa Bruce-Annan  (nom de naissance: Grace Akosua Dansowaa Ani-Agyei ; née en 1965 à Accra, Ghana ) est une programmeuse et humanitaire ghanéenne vivant à Düsseldorf, en Allemagne. Elle est devenue connue comme la fondatrice d'African Angel, une organisation caritative qui soutient et offre une formation aux enfants des bidonvilles du district de Bukom à Accra.

## Vie et travail
Bruce-Annan est née à Accra en 1965. Elle passe son enfance à Adabraka et rend régulièrement visite à sa grand-mère, qui vit dans un bidonville appelé Bukom. En dépit de la souffrance prévalant dans sa communauté, elle s'est débrouillée durant son enfance. Avec l'aide de son oncle, elle étudie la programmation au Ghana. Son premier emploi se déroule avec une entreprise informatique allemande. En 1990, Bruce-Annan émigre avec son mari en Allemagne, après qu'il lui a promis une meilleure éducation en Europe. Néanmoins, à la suite de plusieurs affaires de maltraitance, elle s'enfuit dans un refuge pour femmes à Düsseldorf. Là, elle travaille d'abord comme infirmière auxiliaire, puis comme préposée aux toilettes au salon de Düsseldorf et au pub Zum golden Einhorn, sur Ratinger Straße. Durant son séjour à Düsseldorf, elle a commencé à collecter des fonds et à les utiliser pour soutenir les orphelins des bidonvilles de Bukom à Accra. Avec six autres personnes, elle a fondé le 15 septembre 2002, l'Association African Angel, qui soutient les enfants du quartier pauvre de Bukom, en particulier les orphelins, et finance leur scolarité et leur formation professionnelle.
En 2008, Bruce-Annan a été invitée à la conférence du Sénat de Berlin, où le rôle de la connaissance dans les migrations internationales a été débattu. En 2009, elle est apparue à la télévision NDR et dans les talk-shows Markus Lanz. Bruce-Annan fait des tournées en Allemagne et en Autriche depuis plusieurs années pour présenter son projet.

## Récompenses
Le 31 mars 2011, elle a été nommée «héroïne de la vie quotidienne» par le magazine Bild der Frau lors d'un gala à Berlin et a reçu un prix de 30 000 euros,..
Bruce-Annan a également reçu l'Ordre du Mérite de la République fédérale d'Allemagne à l'occasion de la Journée mondiale des femmes en mars 2013. 